# 尤芷薇
尤芷薇（1990年2月8日—），筆名「印度尤」，台灣記者、印度專家。畢業於國立中壢高級中學和國立政治大學新聞學系，《鳳凰衛視》駐印度記者、《就是要印度》網站創辦人。著有《去印度打拚，走進另一個世界的中心》、《印度，和你想的不一樣》等書。

## 外部連結
- 印度神尤游印度 （页面存档备份，存于）